# Huitième circonscription de la Loire-Atlantique
La huitième circonscription de la Loire-Atlantique est l'une des dix circonscriptions législatives françaises que compte le département de la Loire-Atlantique.

## La circonscription de 1958 à 1986

### Description géographique
Dans le découpage électoral de 1958, la huitième circonscription de la Loire-Atlantique était composée des cantons suivants :
- Canton d'Aigrefeuille-sur-Maine
- Canton de Bourgneuf-en-Retz
- Canton de Legé
- Canton de Machecoul
- Canton de Paimbœuf
- Canton du Pellerin
- Canton de Pornic
- Canton de Saint-Père-en-Retz
- Canton de Saint-Philbert-de-Grand-Lieu.

### Historique des députations
| Législature | Début de mandat | Fin de mandat  | Député                     | Parti politique | Observations |
| ----------- | --------------- | -------------- | -------------------------- | --------------- | --- |
| Ire         | 9 décembre 1958 | 9 octobre 1962 | Jean Allard de Grandmaison | CNIP            | Mandat écourté à la suite d'une dissolution parlementaire décidée par Charles de Gaulle. |
| IIe         | 6 décembre 1962 | 2 avril 1967   | Lucien Richard             | UNR             | |
| IIIe        | 3 avril 1967    | 30 mai 1968    | Lucien Richard             | UDR             | Mandat écourté à la suite d'une dissolution parlementaire décidée par Charles de Gaulle. |
| IVe         | 11 juillet 1968 | 1er avril 1973 | Lucien Richard             | UDR             | |
| Ve          | 2 avril 1973    | 2 avril 1978   | Lucien Richard             | UDR             | |
| VIe         | 3 avril 1978    | 22 mai 1981    | Lucien Richard             | RPR             | Mandat écourté à la suite d'une dissolution parlementaire décidée par François Mitterrand. |
| VIIe        | 2 juillet 1981  | 1er avril 1986 | Lucien Richard             | RPR             | |
| VIIIe       | 2 avril 1986    | 14 mai 1988    | Aucun                      | Aucun           | Proportionnelle par département, pas de député par circonscription Proportionnelle par département, pas de député par circonscription. Mandat écourté à la suite d'une dissolution parlementaire décidée par François Mitterrand. |

## Historique des élections

### Élections de 1958
|                       | Jean Allard de Grandmaison élu | CNIP           | 24 497 | 51,36  |  |  |  |
|                       | Georges Judic                  | Modérés        | 18 190 | 38,14  |  |  |  |
|                       | Étienne Chauvin                | SFIO           | 2 978  | 6,24   |  |  |  |
|                       | Joseph Fraud                   | PCF            | 2 028  | 4,25   |  |  |  |
|                       |                                |                |        |        |  |  |  |
| Inscrits              | Inscrits                       | Inscrits       | 57 586 | 100,00 |  |  |  |
| Abstentions           | Abstentions                    | Abstentions    | 9 101  | 15,8   |  |  |  |
| Votants               | Votants                        | Votants        | 48 485 | 84,2   |  |  |  |
| Blancs et nuls        | Blancs et nuls                 | Blancs et nuls | 792    | 1,63   |  |  |  |
| Exprimés              | Exprimés                       | Exprimés       | 47 693 | 98,37  |  |  |  |
| Source : Data.gouv.fr |                                |                |        |        |  |  |  |

Le suppléant de Jean Allard de Grandmaison était Charles Hardy, conseiller général, maire de Chéméré.

### Élections de 1962
| Candidat              | Candidat                           | Parti          | Premier tour | Premier tour | Second tour | Second tour |  |
| Candidat              | Candidat                           | Parti          | Voix         | %            | Voix        | %           |  |
| --------------------- | ---------------------------------- | -------------- | ------------ | ------------ | ----------- | ----------- |  |
|                       | Lucien Richard élu                 | UNR-UDT        | 16 378       | 39,65        | 28 124      | 65,88       |  |
|                       | Jean Allard de Grandmaison sortant | Modérés        | 13 346       | 32,31        | 11 433      | 26,78       |  |
|                       | Édouard Moisan                     | MRP            | 8 547        | 20,69        | Retrait     | Retrait     |  |
|                       | Joseph Fraud                       | PCF            | 3 031        | 7,34         | 3 130       | 7,33        |  |
|                       |                                    |                |              |              |             |             |  |
| Inscrits              | Inscrits                           | Inscrits       | 57 270       | 100,00       | 57 256      | 100,00      |  |
| Abstentions           | Abstentions                        | Abstentions    | 14 332       | 25,03        | 13 146      | 22,96       |  |
| Votants               | Votants                            | Votants        | 42 938       | 74,97        | 44 110      | 77,04       |  |
| Blancs et nuls        | Blancs et nuls                     | Blancs et nuls | 1 636        | 3,81         | 1 423       | 3,23        |  |
| Exprimés              | Exprimés                           | Exprimés       | 41 302       | 96,19        | 42 687      | 96,77       |  |
| Source : Data.gouv.fr |                                    |                |              |              |             |             |  |

Le suppléant de Lucien Richard était Bernard Monnier, comptable.

### Élections de 1967
|                       | Lucien Richard sortant réélu | UD-Ve          | 28 663 | 59,95  |  |  |  |
|                       | Norbert Lerat                | CD (PDM)       | 7 304  | 15,28  |  |  |  |
|                       | Robert Esnault               | FGDS (CIR)     | 5 187  | 10,85  |  |  |  |
|                       | Yves Quérouil                | CR             | 4 099  | 8,57   |  |  |  |
|                       | Rolland Trouillard           | PCF            | 2 557  | 5,35   |  |  |  |
|                       |                              |                |        |        |  |  |  |
| Inscrits              | Inscrits                     | Inscrits       | 55 514 | 100,00 |  |  |  |
| Abstentions           | Abstentions                  | Abstentions    | 6 471  | 11,66  |  |  |  |
| Votants               | Votants                      | Votants        | 49 043 | 88,34  |  |  |  |
| Blancs et nuls        | Blancs et nuls               | Blancs et nuls | 1 233  | 2,51   |  |  |  |
| Exprimés              | Exprimés                     | Exprimés       | 47 810 | 97,49  |  |  |  |
| Source : Data.gouv.fr |                              |                |        |        |  |  |  |

Le suppléant de Lucien Richard était Bernard Monnier, comptable honoraire.

### Élections de 1968
|                       | Lucien Richard sortant réélu | UDR (URP)      | 31 636 | 64,58  |  |  |  |
|                       | Raphaël Rialland             | CD (PDM)       | 9 365  | 19,12  |  |  |  |
|                       | Robert Esnault               | FGDS (CIR)     | 3 865  | 7,89   |  |  |  |
|                       | Rolland Trouillard           | PCF            | 2 337  | 4,77   |  |  |  |
|                       | Pierre Bonnet                | PSU            | 1 787  | 3,65   |  |  |  |
|                       |                              |                |        |        |  |  |  |
| Inscrits              | Inscrits                     | Inscrits       | 57 882 | 100,00 |  |  |  |
| Abstentions           | Abstentions                  | Abstentions    | 8 110  | 14,01  |  |  |  |
| Votants               | Votants                      | Votants        | 49 772 | 85,99  |  |  |  |
| Blancs et nuls        | Blancs et nuls               | Blancs et nuls | 782    | 1,57   |  |  |  |
| Exprimés              | Exprimés                     | Exprimés       | 48 990 | 98,43  |  |  |  |
| Source : Data.gouv.fr |                              |                |        |        |  |  |  |

Le suppléant de Lucien Richard était Bernard Monnier.

### Élections de 1973
|                       | Lucien Richard sortant réélu | UDR (URP)          | 29 644 | 58,02  |  |  |  |
|                       | Raphaël Rialland             | CD (MR)            | 8 543  | 16,72  |  |  |  |
|                       | Étienne Chauvin              | PS (UGSD)          | 7 806  | 15,28  |  |  |  |
|                       | Maurice Piconnier            | PCF                | 3 144  | 6,15   |  |  |  |
|                       | Robert Charbonneau           | FN                 | 1 195  | 2,30   |  |  |  |
|                       | Pierre Manac'h               | Régionaliste (SAV) | 761    | 1,49   |  |  |  |
|                       |                              |                    |        |        |  |  |  |
| Inscrits              | Inscrits                     | Inscrits           | 60 799 | 100,00 |  |  |  |
| Abstentions           | Abstentions                  | Abstentions        | 8 706  | 14,32  |  |  |  |
| Votants               | Votants                      | Votants            | 52 093 | 85,68  |  |  |  |
| Blancs et nuls        | Blancs et nuls               | Blancs et nuls     | 1 000  | 1,92   |  |  |  |
| Exprimés              | Exprimés                     | Exprimés           | 51 093 | 98,08  |  |  |  |
| Source : Data.gouv.fr |                              |                    |        |        |  |  |  |

Le suppléant de Lucien Richard était Jacques Brounais, transporteur à Pornic.

### Élections de 1978
| Candidat       | Candidat                     | Parti          | Premier tour | Premier tour | Second tour | Second tour |  |
| Candidat       | Candidat                     | Parti          | Voix         | %            | Voix        | %           |  |
| -------------- | ---------------------------- | -------------- | ------------ | ------------ | ----------- | ----------- |  |
|                | Lucien Richard sortant réélu | RPR            | 29 262       | 48,52        | 40 297      | 67,54       |  |
|                | Alain Verger                 | PS             | 10 941       | 18,14        | 19 370      | 32,46       |  |
|                | Huguette Chauvet             | PCF            | 4 281        | 7,10         |             |             |  |
|                | Albert Jan                   | UDF (CDS)      | 4 277        | 7,09         |             |             |  |
|                | Louis Marcetteau             | Divers droite  | 3 837        | 6,36         |             |             |  |
|                | Albert Heridet               | Écologie 78    | 3 241        | 5,37         |             |             |  |
|                | Yves Galouzeau de Villepin   | CNIP           | 2 501        | 4,15         |             |             |  |
|                | Gérard Lambert               | LO             | 1 142        | 1,89         |             |             |  |
|                | Jean Lepape                  | MRG            | 823          | 1,36         |             |             |  |
|                |                              |                |              |              |             |             |  |
| Inscrits       | Inscrits                     | Inscrits       | 71 300       | 100,00       | 71 289      | 100,00      |  |
| Abstentions    | Abstentions                  | Abstentions    | 9 869        | 13,84        | 10 452      | 14,66       |  |
| Votants        | Votants                      | Votants        | 61 431       | 86,16        | 60 837      | 85,34       |  |
| Blancs et nuls | Blancs et nuls               | Blancs et nuls | 1 126        | 1,83         | 1 170       | 1,92        |  |
| Exprimés       | Exprimés                     | Exprimés       | 60 305       | 98,17        | 59 667      | 98,08       |  |

Le suppléant de Lucien Richard était Raymond Kerverdo, capitaine au long cours, maire de Saint-Brevin.

### Élections de 1981
|                | Lucien Richard sortant réélu | RPR (UNM)      | 30 844 | 58,73  |  |  |  |
|                | Camille Durand               | PS             | 15 997 | 30,46  |  |  |  |
|                | Huguette Chauvet             | PCF            | 2 908  | 5,54   |  |  |  |
|                | Bernard Nectoux              | MÉP            | 1 483  | 2,82   |  |  |  |
|                | Gaston Cauchie               | MRG            | 1 290  | 2,46   |  |  |  |
|                |                              |                |        |        |  |  |  |
| Inscrits       | Inscrits                     | Inscrits       | 72 514 | 100,00 |  |  |  |
| Abstentions    | Abstentions                  | Abstentions    | 19 287 | 26,6   |  |  |  |
| Votants        | Votants                      | Votants        | 53 227 | 73,4   |  |  |  |
| Blancs et nuls | Blancs et nuls               | Blancs et nuls | 705    | 1,32   |  |  |  |
| Exprimés       | Exprimés                     | Exprimés       | 52 522 | 98,68  |  |  |  |

Le suppléant de Lucien Richard était Raymond Kerverdo.

## La circonscription depuis 1986

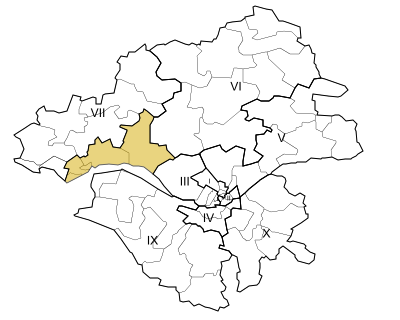
Localisation de la circonscription en 1986.

### Description géographique et démographique
Dans le découpage électoral de la loi no 86-1197 du 24 novembre 1986
, la circonscription regroupe les cantons suivants :
- Canton de Montoir-de-Bretagne
- Canton de Saint-Nazaire-Centre
- Canton de Saint-Nazaire-Est
- Canton de Saint-Nazaire-Ouest
- Canton de Savenay.

D'après le recensement général de la population en 1999, réalisé par l'Institut national de la statistique et des études économiques (INSEE), la population totale de cette circonscription est estimée à 106549 habitants, ce qui fait que la circonscription est sous-représentée par rapport à la moyenne nationale (voir la carte de représentativité des circonscriptions législatives françaises), la représentativité théorique par circonscription étant de 105 600 habitants.
Avant le découpage de 1986, la circonscription constituait la majeure partie de la sixième circonscription de la Loire-Atlantique.

## Historique des députations
Avant le découpage de 1986, la huitième circonscription de la Loire-Atlantique était celle de Paimbœuf - Pays de Retz.
| Législature | Début de mandat | Fin de mandat  | Député                | Parti politique | Observations |
| ----------- | --------------- | -------------- | --------------------- | --------------- | --- |
| IXe         | 23 juin 1988    | 1er avril 1993 | Claude Évin           | PS              | Nommé ministre, remplacé le 29 juillet 1988 par Marie-Madeleine Dieulangard Réélu le 22 septembre 1991 (élection partielle consécutive à la démission de Marie-Madeleine Dieulangard)                                                        |
| Xe          | 2 avril 1993    | 21 avril 1997  | Étienne Garnier,      | RPR,            | Réélu le 19 septembre 1993 lors d'une élection partielle après l'annulation de son élection par décision du Conseil constitutionnel le 8 juillet 1993. Mandat écourté à la suite d'une dissolution parlementaire décidée par Jacques Chirac. |
| XIe         | 12 juin 1997    | 18 juin 2002   | Claude Évin           | PS              | |
| XIIe        | 19 juin 2002    | 19 juin 2007   | Claude Évin,          | PS,             | |
| XIIIe       | 20 juin 2007    | 19 juin 2012   | Marie-Odile Bouillé   | PS              | |
| XIVe        | 20 juin 2012    | 20 juin 2017   | Marie-Odile Bouillé   | PS              | |
| XVe         | 21 juin 2017    | 21 juin 2022   | Audrey Dufeu-Schubert | LREM            | |
| XVIe        | 22 juin 2022    | 9 juin 2024    | Matthias Tavel        | LFI             | Mandat écourté à la suite d'une dissolution parlementaire décidée par Emmanuel Macron. |

## Historique des élections

### Élections de 1988
| Candidat       | Candidat                  | Parti          | Premier tour | Premier tour | Second tour | Second tour |  |
| Candidat       | Candidat                  | Parti          | Voix         | %            | Voix        | %           |  |
| -------------- | ------------------------- | -------------- | ------------ | ------------ | ----------- | ----------- |  |
|                | Claude Évin sortant réélu | PS             | 21 880       | 49,62        | 29 895      | 67,29       |  |
|                | Étienne Garnier           | RPR (URC)      | 11 737       | 26,62        | 14 535      | 32,71       |  |
|                | Jean-Louis Le Corre       | PCF            | 5 855        | 13,28        |             |             |  |
|                | Bernard Garnier           | Extrême gauche | 2 359        | 5,35         |             |             |  |
|                | André Tirot               | FN             | 2 266        | 5,14         |             |             |  |
|                |                           |                |              |              |             |             |  |
| Inscrits       | Inscrits                  | Inscrits       | 72 067       | 100,00       | 72 065      | 100,00      |  |
| Abstentions    | Abstentions               | Abstentions    | 27 229       | 37,78        | 26 346      | 36,56       |  |
| Votants        | Votants                   | Votants        | 44 838       | 62,22        | 45 719      | 63,44       |  |
| Blancs et nuls | Blancs et nuls            | Blancs et nuls | 741          | 1,65         | 1 289       | 2,82        |  |
| Exprimés       | Exprimés                  | Exprimés       | 44 097       | 98,35        | 44 430      | 97,18       |  |

La suppléante de Claude Évin était Marie-Madeleine Dieulangard, secrétaire médicale, maire adjoint de Saint-Nazaire. Marie-Madeleine Dieulangard remplaça Claude Évin, nommé membre du gouvernement, du 29 juillet 1988 au 9 août 1991.

### Élection partielle de 1991
À la suite de la démission de Marie-Madeleine Dieulangard, une élection législative partielle est organisée les 15 et 22 septembre 1991.
| Candidat                                                    | Candidat            | Parti             | Premier tour | Premier tour | Second tour | Second tour |  |
| Candidat                                                    | Candidat            | Parti             | Voix         | %            | Voix        | %           |  |
| ----------------------------------------------------------- | ------------------- | ----------------- | ------------ | ------------ | ----------- | ----------- |  |
|                                                             | Claude Évin élu     | PS                | 7 621        | 29,88        | 12 460      | 50,75       |  |
|                                                             | Étienne Garnier     | RPR               | 6 428        | 25,20        | 12 091      | 49,25       |  |
|                                                             | Jean-Louis Le Corre | PCF               | 4 103        | 16,09        |             |             |  |
|                                                             | Joël Gicquiaud      | Les Verts         | 2 394        | 9,39         |             |             |  |
|                                                             | René-Marie Bouin    | FN                | 2 173        | 8,52         |             |             |  |
|                                                             | Jean-Claude Demaure | Divers écologiste | 1 679        | 6,58         |             |             |  |
|                                                             | Marie-France Belin  | LO                | 1 105        | 4,33         |             |             |  |
|                                                             |                     |                   |              |              |             |             |  |
| Inscrits                                                    | Inscrits            | Inscrits          | 71 240       | 100,00       | 71 240      | 100,00      |  |
| Abstentions                                                 | Abstentions         | Abstentions       | 44 443       | 62,38        | 43 323      | 60,81       |  |
| Votants                                                     | Votants             | Votants           | 26 797       | 37,62        | 27 917      | 39,19       |  |
| Blancs et nuls                                              | Blancs et nuls      | Blancs et nuls    | 1 294        | 4,83         | 3 366       | 12,06       |  |
| Exprimés                                                    | Exprimés            | Exprimés          | 25 503       | 95,17        | 24 551      | 87,94       |  |
| Source : Le Monde, 24 septembre 1991, p. 10 (lire en ligne) |                     |                   |              |              |             |             |  |

### Élections de 1993
| Candidat       | Candidat            | Parti          | Premier tour | Premier tour | Second tour | Second tour |  |
| Candidat       | Candidat            | Parti          | Voix         | %            | Voix        | %           |  |
| -------------- | ------------------- | -------------- | ------------ | ------------ | ----------- | ----------- |  |
|                | Étienne Garnier élu | RPR (UPF)      | 13 767       | 31,08        | 21 915      | 50,27       |  |
|                | Claude Évin sortant | PS (ADFP)      | 10 221       | 23,07        | 21 681      | 49,73       |  |
|                | Jean-Louis Le Corre | PCF            | 6 297        | 14,22        |             |             |  |
|                | Gilles Denigot      | GÉ (EÉ)        | 4 322        | 9,76         |             |             |  |
|                | René-Marie Bouin    | FN             | 3 703        | 8,36         |             |             |  |
|                | Joël Gicquiaud      | Les Verts      | 2 241        | 5,06         |             |             |  |
|                | Marie-France Belin  | LO             | 1 094        | 2,47         |             |             |  |
|                | Brigitte de Limesse | LT-LNÉ         | 1 085        | 2,45         |             |             |  |
|                | Gabriel Guilloux    | Divers droite  | 813          | 1,84         |             |             |  |
|                | Bernard Hazo        | PT             | 754          | 1,7          |             |             |  |
|                |                     |                |              |              |             |             |  |
| Inscrits       | Inscrits            | Inscrits       | 73 999       | 100,00       | 73 996      | 100,00      |  |
| Abstentions    | Abstentions         | Abstentions    | 26 950       | 36,42        | 26 229      | 35,45       |  |
| Votants        | Votants             | Votants        | 47 049       | 63,58        | 47 767      | 64,55       |  |
| Blancs et nuls | Blancs et nuls      | Blancs et nuls | 2 752        | 5,85         | 4 171       | 8,73        |  |
| Exprimés       | Exprimés            | Exprimés       | 44 297       | 94,15        | 43 596      | 91,27       |  |

Le suppléant d'Étienne Garnier était Michel Almazor, conseiller municipal de Saint-Nazaire.
L'élection fut annulée par décision du Conseil constitutionnel le 8 juillet 1993. Un tract fut distribué la veille du scrutin où il fut imputé à Évin l'affaire du sang contaminé, une propagande électorale tardive sans possibilité de répondre, qui aurait pu influencer le scrutin avec le faible écart de voix.

### Élection partielle de 1993
| Candidat          | Candidat                      | Parti          | Premier tour | Premier tour | Second tour | Second tour |  |
| Candidat          | Candidat                      | Parti          | Voix         | %            | Voix        | %           |  |
| ----------------- | ----------------------------- | -------------- | ------------ | ------------ | ----------- | ----------- |  |
|                   | Étienne Garnier sortant réélu | RPR (UPF)      | 11 088       | 38,85        | 16 925      | 50,04       |  |
|                   | Claude Évin                   | PS             | 9 966        | 34,91        | 16 896      | 49,96       |  |
|                   | Jean-René Teillant            | PCF            | 3 272        | 11,46        |             |             |  |
|                   | René Bouin                    | FN             | 1 186        | 4,15         |             |             |  |
|                   | Marie-France Belin            | LO             | 659          | 2,31         |             |             |  |
|                   | Joël Gicquiaud                | Les Verts      | 659          | 2,31         |             |             |  |
|                   | Philippe Bodard               | GÉ             | 646          | 2,26         |             |             |  |
|                   | André Fagès                   | Divers droite  | 385          | 1,35         |             |             |  |
|                   | Bernard Hazo                  | PT             | 363          | 1,27         |             |             |  |
|                   | Nicole Girel                  | LT-LNÉ         | 174          | 0,61         |             |             |  |
|                   | Monique Jacobs                | AP             | 74           | 0,26         |             |             |  |
|                   | Charles Genaudean             | PLN            | 72           | 0,25         |             |             |  |
|                   |                               |                |              |              |             |             |  |
| Inscrits          | Inscrits                      | Inscrits       | 73 751       | 100,00       | 73 751      | 100,00      |  |
| Abstentions       | Abstentions                   | Abstentions    | 44 290       | 60,05        | 37 755      | 51,19       |  |
| Votants           | Votants                       | Votants        | 29 461       | 39,95        | 35 996      | 48,81       |  |
| Blancs et nuls    | Blancs et nuls                | Blancs et nuls | 917          | 3,11         | 2 175       | 6,04        |  |
| Exprimés          | Exprimés                      | Exprimés       | 28 544       | 96,89        | 33 821      | 93,96       |  |
| Source : Le Monde |                               |                |              |              |             |             |  |

### Élections de 1997
| Candidat       | Candidat                | Parti             | Premier tour | Premier tour | Second tour | Second tour |  |
| Candidat       | Candidat                | Parti             | Voix         | %            | Voix        | %           |  |
| -------------- | ----------------------- | ----------------- | ------------ | ------------ | ----------- | ----------- |  |
|                | Claude Évin élu         | PS                | 13 699       | 30,55        | 21 077      | 100,00      |  |
|                | Joël-Guy Batteux        | MDC               | 10 146       | 22,63        | Retrait     | Retrait     |  |
|                | Étienne Garnier sortant | RPR               | 9 145        | 20,39        |             |             |  |
|                | Éric de La Brosse       | FN                | 4 020        | 8,97         |             |             |  |
|                | Marie-France Belin      | LO                | 2 002        | 4,46         |             |             |  |
|                | Bernard Garnier         | Divers écologiste | 1 293        | 2,88         |             |             |  |
|                | Marie-Martine Lips      | GÉ                | 1 229        | 2,74         |             |             |  |
|                | Jean-Roland Lassalle    | MÉI               | 904          | 2,02         |             |             |  |
|                | Gilles Régnier          | LDI (CNIP)        | 896          | 2            |             |             |  |
|                | Marie-Noëlle Martin     | US4J              | 564          | 1,26         |             |             |  |
|                | Yanning Coraud          | UDB               | 536          | 1,2          |             |             |  |
|                | Thierry Richard         | Extrême gauche    | 317          | 0,71         |             |             |  |
|                | Geneviève Grelier       | PLN               | 89           | 0,2          |             |             |  |
|                | Claude Prouteau         | Divers            | 0            | 0            |             |             |  |
|                |                         |                   |              |              |             |             |  |
| Inscrits       | Inscrits                | Inscrits          | 74 032       | 100,00       | 74 032      | 100,00      |  |
| Abstentions    | Abstentions             | Abstentions       | 26 922       | 36,37        | 43 673      | 58,99       |  |
| Votants        | Votants                 | Votants           | 47 110       | 63,63        | 30 359      | 41,01       |  |
| Blancs et nuls | Blancs et nuls          | Blancs et nuls    | 2 270        | 4,82         | 9 282       | 30,57       |  |
| Exprimés       | Exprimés                | Exprimés          | 44 840       | 95,18        | 21 077      | 69,43       |  |

En accord avec la gauche plurielle, Joël-Guy Batteux se retire lors du second tour.
Le suppléant de Claude Évin était Jean-Claude Le Gall, cadre GDF retraité, maire de Savenay, conseiller général du canton de Savenay à partir de 1998.

### Élections de 2002
| Candidat       | Candidat                  | Parti          | Premier tour | Premier tour | Second tour | Second tour |  |
| Candidat       | Candidat                  | Parti          | Voix         | %            | Voix        | %           |  |
| -------------- | ------------------------- | -------------- | ------------ | ------------ | ----------- | ----------- |  |
|                | Claude Évin sortant réélu | PS (PRG)       | 18 391       | 41,49        | 25 090      | 63,67       |  |
|                | Joël Gicquiaud            | UMP            | 8 964        | 20,22        | 14 317      | 36,33       |  |
|                | Danielle Richard          | UDF            | 3 653        | 8,24         |             |             |  |
|                | Bernard Morin             | FN             | 2 920        | 6,59         |             |             |  |
|                | Jean-René Teillant        | PCF            | 2 648        | 5,97         |             |             |  |
|                | Bernard Garnier           | Les Verts      | 2 308        | 5,21         |             |             |  |
|                | Thierry Moyon             | CPNT           | 1 188        | 2,68         |             |             |  |
|                | Christophe Gilbert        | LCR            | 1 058        | 2,39         |             |             |  |
|                | Jean-Claude Saint-Arroman | LO             | 635          | 1,43         |             |             |  |
|                | Damaris Merlet            | UDB            | 570          | 1,29         |             |             |  |
|                | Claude Lemasle            | MPF            | 521          | 1,18         |             |             |  |
|                | Anne Lavielle             | MÉI            | 411          | 0,93         |             |             |  |
|                | Rémy Le Roux              | PT             | 387          | 0,87         |             |             |  |
|                | Jimmy Pridgen             | Divers         | 272          | 0,61         |             |             |  |
|                | René Péron                | MNR            | 245          | 0,55         |             |             |  |
|                | Jean-François Arthur      | CNIP           | 158          | 0,36         |             |             |  |
|                |                           |                |              |              |             |             |  |
| Inscrits       | Inscrits                  | Inscrits       | 72 255       | 100,00       | 72 256      | 100,00      |  |
| Abstentions    | Abstentions               | Abstentions    | 27 032       | 37,41        | 30 993      | 42,89       |  |
| Votants        | Votants                   | Votants        | 45 223       | 62,59        | 41 263      | 57,11       |  |
| Blancs et nuls | Blancs et nuls            | Blancs et nuls | 894          | 1,98         | 1 856       | 4,5         |  |
| Exprimés       | Exprimés                  | Exprimés       | 44 329       | 98,02        | 39 407      | 95,5        |  |

La suppléante de Claude Évin était Françoise Lestien, infirmière, maire-adjointe de Saint-Nazaire.

### Élections de 2007
| Candidat       | Candidat                  | Parti          | Premier tour | Premier tour | Second tour | Second tour |  |
| Candidat       | Candidat                  | Parti          | Voix         | %            | Voix        | %           |  |
| -------------- | ------------------------- | -------------- | ------------ | ------------ | ----------- | ----------- |  |
|                | Marie-Odile Bouillé élue  | PS             | 17 896       | 39,07        | 28 471      | 64,3        |  |
|                | Jean-François Arthur      | UMP            | 13 160       | 28,73        | 15 806      | 35,7        |  |
|                | Kévin Izorce              | UDF–MoDem      | 3 760        | 8,21         |             |             |  |
|                | Arlette Mousseau          | Les Verts      | 2 483        | 5,42         |             |             |  |
|                | Christian Saulnier        | PCF            | 2 140        | 4,67         |             |             |  |
|                | Philippe Crénéguy         | LCR            | 1 545        | 3,37         |             |             |  |
|                | Bernard Morin             | FN             | 1 156        | 2,52         |             |             |  |
|                | Valérie Mahé              | CPNT           | 729          | 1,59         |             |             |  |
|                | Anne-Claire Poudat        | MPF            | 567          | 1,24         |             |             |  |
|                | Jean-Claude Saint-Arroman | LO             | 550          | 1,2          |             |             |  |
|                | Rémy Le Roux              | PT             | 500          | 1,09         |             |             |  |
|                | Yvonne Barvec             | Régionaliste   | 406          | 0,89         |             |             |  |
|                | Michel Bernard            | diss. PCF      | 360          | 0,79         |             |             |  |
|                | Roland Scaramozzino       | Divers         | 293          | 0,64         |             |             |  |
|                | Jean-Claude Cussac        | MNR            | 175          | 0,38         |             |             |  |
|                | Jean-Christian Diat       | Divers         | 85           | 0,19         |             |             |  |
|                |                           |                |              |              |             |             |  |
| Inscrits       | Inscrits                  | Inscrits       | 79 112       | 100,00       | 79 109      | 100,00      |  |
| Abstentions    | Abstentions               | Abstentions    | 32 562       | 41,16        | 33 613      | 42,49       |  |
| Votants        | Votants                   | Votants        | 46 550       | 58,84        | 45 496      | 57,51       |  |
| Blancs et nuls | Blancs et nuls            | Blancs et nuls | 745          | 1,6          | 1 219       | 2,68        |  |
| Exprimés       | Exprimés                  | Exprimés       | 45 805       | 98,4         | 44 277      | 97,32       |  |

### Élections de 2012
|                | Marie-Odile Bouillé sortante réélue | PS                       | 23 475 | 51,70  |  |  |  |
|                | Maryvonne Le Liboux                 | Divers droite (PRV, UMP) | 7 671  | 16,89  |  |  |  |
|                | Jean-Claude Blanchard               | RBM (FN)                 | 4 593  | 10,12  |  |  |  |
|                | Yvon Renevot                        | FG (PCF)                 | 3 695  | 8,14   |  |  |  |
|                | Pascale Hameau                      | EÉLV (UDB)               | 2 762  | 6,08   |  |  |  |
|                | Xavier Bruckert                     | CpF (MoDem)              | 1 088  | 2,40   |  |  |  |
|                | Charline Joly                       | MPF                      | 462    | 1,02   |  |  |  |
|                | Thierry Brulavoine                  | NPA (MOC)                | 408    | 0,90   |  |  |  |
|                | Eddy Le Beller                      | LO                       | 390    | 0,86   |  |  |  |
|                | Valérie Méreau                      | JB                       | 344    | 0,76   |  |  |  |
|                | Philippe Labarre                    | POI                      | 297    | 0,65   |  |  |  |
|                | Ronan Magaud                        | COM                      | 220    | 0,48   |  |  |  |
|                |                                     |                          |        |        |  |  |  |
| Inscrits       | Inscrits                            | Inscrits                 | 81 111 | 100,00 |  |  |  |
| Abstentions    | Abstentions                         | Abstentions              | 35 123 | 43,3   |  |  |  |
| Votants        | Votants                             | Votants                  | 45 988 | 56,7   |  |  |  |
| Blancs et nuls | Blancs et nuls                      | Blancs et nuls           | 583    | 1,27   |  |  |  |
| Exprimés       | Exprimés                            | Exprimés                 | 45 405 | 98,73  |  |  |  |

### Élections de 2017
Les élections législatives françaises de 2017 ont lieu le dimanche 11 et 18 juin 2017.
|                                                                                     |                                                                           |                           |                           |                          |                          |
|                                                                                     |                                                                           | Premier tour 11 juin 2017 | Premier tour 11 juin 2017 | Second tour 18 juin 2017 | Second tour 18 juin 2017 |
|                                                                                     |                                                                           |                           |                           |                          |                          |
|                                                                                     |                                                                           | Nombre                    | % des inscrits            | Nombre                   | % des inscrits           |
| Inscrits                                                                            | Inscrits                                                                  | 85 601                    | 100,00                    | 85 603                   | 100,00                   |
| Abstentions                                                                         | Abstentions                                                               | 42 529                    | 49,68                     | 48 934                   | 57,16                    |
| Votants                                                                             | Votants                                                                   | 43 072                    | 50,32                     | 36 669                   | 42,84                    |
|                                                                                     |                                                                           |                           | % des votants             |                          | % des votants            |
| Bulletins blancs                                                                    | Bulletins blancs                                                          | 500                       | 1,16                      | 1 743                    | 4,75                     |
| Bulletins nuls                                                                      | Bulletins nuls                                                            | 207                       | 0,48                      | 809                      | 2,21                     |
| Suffrages exprimés                                                                  | Suffrages exprimés                                                        | 42 365                    | 98,36                     | 34 117                   | 93,04                    |
|                                                                                     |                                                                           |                           |                           |                          |                          |
| Candidat Étiquette politique (partis et alliances)                                  | Candidat Étiquette politique (partis et alliances)                        | Voix                      | % des exprimés            | Voix                     | % des exprimés           |
|                                                                                     |                                                                           |                           |                           |                          |                          |
|                                                                                     | Audrey Dufeu-Schubert La République en marche !                           | 16 285                    | 38,44                     | 19 344                   | 56,70                    |
|                                                                                     | Lionel Debraye La France insoumise                                        | 6 768                     | 15,98                     | 14 773                   | 43,30                    |
|                                                                                     | Laurianne Deniaud Parti socialiste                                        | 5 978                     | 14,11                     |                          |                          |
|                                                                                     | Gauthier Bouchet Front national                                           | 3 816                     | 9,01                      |                          |                          |
|                                                                                     | Florence Beuvelet Les Républicains (Union des démocrates et indépendants) | 3 394                     | 8,01                      |                          |                          |
|                                                                                     | Fabrice Bazin Europe Écologie Les Verts                                   | 1 692                     | 3,99                      |                          |                          |
|                                                                                     | Yvon Renévot Parti communiste français                                    | 1 043                     | 2,46                      |                          |                          |
|                                                                                     | Armelle Guénolé Debout la France                                          | 581                       | 1,37                      |                          |                          |
|                                                                                     | Hervé Carro Oui la Bretagne (Union démocratique bretonne)                 | 520                       | 1,23                      |                          |                          |
|                                                                                     | Stéphanie Chagnon Parti animaliste                                        | 500                       | 1,18                      |                          |                          |
|                                                                                     | Dennis Octor Parti radical de gauche                                      | 481                       | 1,14                      |                          |                          |
|                                                                                     | Eddy Le Beller Lutte ouvrière                                             | 436                       | 1,03                      |                          |                          |
|                                                                                     | Pierre-Christophe Rousseau Parti pirate                                   | 314                       | 0,74                      |                          |                          |
|                                                                                     | Philippe Moreau Parti breton (Mouvement 100%)                             | 305                       | 0,72                      |                          |                          |
|                                                                                     | Tony Moulis Union populaire républicaine                                  | 252                       | 0,59                      |                          |                          |
|                                                                                     | Catherine Tarrius Divers droite                                           | 0                         | 0,00                      |                          |                          |
| Source : Ministère de l'Intérieur - Huitième circonscription de la Loire-Atlantique |                                                                           |                           |                           |                          |                          |

### Élections de 2022
Les élections législatives françaises de 2022 ont eu lieu les 12 et 19 juin 2022.
|                                                                                  |                                                                                     |                           |                           |                          |                          |
|                                                                                  |                                                                                     | Premier tour 12 juin 2022 | Premier tour 12 juin 2022 | Second tour 19 juin 2022 | Second tour 19 juin 2022 |
|                                                                                  |                                                                                     |                           |                           |                          |                          |
|                                                                                  |                                                                                     | Nombre                    | % des inscrits            | Nombre                   | % des inscrits           |
| Inscrits                                                                         | Inscrits                                                                            | 90 125                    | 100,00                    | 90 161                   | 100,00                   |
| Abstentions                                                                      | Abstentions                                                                         | 47 488                    | 52,69                     | 47 886                   | 53,11                    |
| Votants                                                                          | Votants                                                                             | 42 637                    | 47,31                     | 42 275                   | 46,89                    |
|                                                                                  |                                                                                     |                           | % des votants             |                          | % des votants            |
| Bulletins blancs                                                                 | Bulletins blancs                                                                    | 507                       | 1,19                      | 1 809                    | 4,28                     |
| Bulletins nuls                                                                   | Bulletins nuls                                                                      | 202                       | 0,47                      | 807                      | 1,91                     |
| Suffrages exprimés                                                               | Suffrages exprimés                                                                  | 41 928                    | 98,34                     | 43,99                    | 93,81                    |
|                                                                                  |                                                                                     |                           |                           |                          |                          |
| Candidat Étiquette politique (partis et alliances)                               | Candidat Étiquette politique (partis et alliances)                                  | Voix                      | % des exprimés            | Voix                     | % des exprimés           |
|                                                                                  |                                                                                     |                           |                           |                          |                          |
|                                                                                  | Matthias Tavel La France insoumise - Nouvelle Union populaire écologique et sociale | 13 432                    | 32,04                     | 21 596                   | 54,45                    |
|                                                                                  | Audrey Dufeu-Schubert Ensemble !                                                    | 11 341                    | 27,05                     | 18 063                   | 45,55                    |
|                                                                                  | Gauthier Bouchet Rassemblement national                                             | 6 443                     | 15,37                     |                          |                          |
|                                                                                  | Xavier Perrin PS diss.                                                              | 5 174                     | 12,34                     |                          |                          |
|                                                                                  | Andréa Porcher Les Républicains                                                     | 1 901                     | 4,53                      |                          |                          |
|                                                                                  | Frédérica Duvillier Reconquête !                                                    | 1 059                     | 2,53                      |                          |                          |
|                                                                                  | Eddy Le Beller Lutte ouvrière                                                       | 648                       | 1,55                      |                          |                          |
|                                                                                  | Hervé Carro Union démocratique bretonne                                             | 597                       | 1,42                      |                          |                          |
|                                                                                  | Edith Masson Debout la France - Les Patriotes                                       | 475                       | 1,13                      |                          |                          |
|                                                                                  | Bénédicte Petreau Parti animaliste                                                  | 462                       | 1,10                      |                          |                          |
|                                                                                  | Evelyne Desmarie Parti breton                                                       | 277                       | 0,66                      |                          |                          |
|                                                                                  | David Bouchez Fédération Française de Citoyenneté                                   | 107                       | 0,26                      |                          |                          |
|                                                                                  | Cécilia Bossard Parti pirate                                                        | 12                        | 0,03                      |                          |                          |
| Source : Ministère de l'Intérieur - Huitième circonscription de Loire Atlantique |                                                                                     |                           |                           |                          |                          |

### Élections de 2024
| Candidat                 | Candidat                 | Parti et coalition       | Nuances                  | Premier tour | Premier tour | Second tour | Second tour |
| Candidat                 | Candidat                 | Parti et coalition       | Nuances                  | Voix         | %            | Voix        | %           |
| ------------------------ | ------------------------ | ------------------------ | ------------------------ | ------------ | ------------ | ----------- | ----------- |
|                          | Matthias Tavel           | LF (NFP)                 | UG                       | 18 317       | 30,99        | 32 922      | 61,68       |
|                          | Gauthier Bouchet         | RN                       | RN                       | 17 065       | 28,87        | 20 454      | 38,32       |
|                          | Audrey Dufeu             | RE (ENS)                 | ENS                      | 11 991       | 20,28        | retrait     | retrait     |
|                          | Xavier Perrin            | PS diss.                 | DVG                      | 8 327        | 14,09        |             |             |
|                          | Florence Beuvelet        | LR                       | LR                       | 2 525        | 4,27         |             |             |
|                          | Eddy Le Beller           | LO                       | EXG                      | 890          | 1,51         |             |             |
|                          |                          |                          |                          |              |              |             |             |
| Suffrages exprimés       | Suffrages exprimés       | Suffrages exprimés       | Suffrages exprimés       | 59 115       | 97,79        | 53 376      | 88,94       |
| Votes blancs             | Votes blancs             | Votes blancs             | Votes blancs             | 945          | 1,56         | 5 002       | 8,33        |
| Votes nuls               | Votes nuls               | Votes nuls               | Votes nuls               | 392          | 0,65         | 1 634       | 2,72        |
| Total                    | Total                    | Total                    | Total                    | 60 452       | 100          | 60 012      | 100         |
| Abstention               | Abstention               | Abstention               | Abstention               | 30 695       | 33,68        | 31 157      | 34,17       |
| Inscrits / participation | Inscrits / participation | Inscrits / participation | Inscrits / participation | 91 147       | 66,32        | 91 169      | 65,83       |

#### Département de la Loire-Atlantique
- La fiche de l'INSEE de cette circonscription : « Tableaux et Analyses de la huitième circonscription de la Loire-Atlantique », sur insee.fr, site de l'Institut national de la statistique et des études économiques (consulté le 10 juin 2007) [PDF]
- « Tous les députés du département de la Loire-Atlantique depuis 1789 », sur assemblee-nationale.fr, site de l'Assemblée nationale française (consulté le 10 juin 2007)
- « Informations contentieuses sur le département de la Loire-Atlantique (Élections législatives de 2002) »(Archive.org • Wikiwix • Archive.is • Google • Que faire ?), sur conseil-constitutionnel.fr, site du Conseil constitutionnel (consulté le 13 juin 2007)

#### Circonscriptions en France
- « Carte des circonscriptions législatives en France », sur assemblee-nationale.fr, site de l'Assemblée nationale française (consulté le 10 juin 2007)
- « Résultats électoraux officiels en France », sur interieur.gouv.fr, site du ministère de l'Intérieur (France) (consulté le 13 juin 2007)
- Description et Atlas des circonscriptions électorales françaises sur http://www.atlaspol.com, Atlaspol, site de cartographie géopolitique, consulté le 13 juin 2007.